# Distretto di Khongsedone
Il distretto di Khongsedone è uno degli otto distretti (mueang) della provincia di Salavan, nel Laos. Ha come capoluogo la città di Khongsedone.